# Evelyn Hooker
Evelyn Hooker (2 de septiembre de 1907 - 18 de noviembre de 1996) fue una psicóloga estadounidense, más conocida por su artículo de investigación de 1957 La adaptación del varón abiertamente homosexual (The Adjustment of the Male Overt Homosexual), en el que realizó pruebas psicológicas a grupos de personas homosexuales y heterosexuales y pidió a expertos que, basándose en estas pruebas, determinaran quiénes eran los homosexuales. El experimento, que otros investigadores posteriormente han replicado, demuestra que los homosexuales no tienen una peor adaptación social que el resto de la población general. La conclusión fue que como estaban psicológica y mentalmente equilibrados, no hubieran preferido, de haber tenido una elección, la homosexualidad sobre la más aceptada socialmente heterosexualidad.
Sus estudios contribuyeron a que la American Psychiatric Association decidiera retirar la homosexualidad de su Manual diagnóstico y estadístico de los trastornos mentales (DSM) en 1973.